# Good bye my love
《good bye my love》，日本女歌手鬼束千尋的第21張單曲。2016年11月2日發行。

## 概述
與前作俱樂部限定單曲《STAR・LIGHT・LETTER》相隔約1年半的新作，與上一張商販單曲《This Silence Is Mine/你與SciencE》則相隔約3年。
本作開始由勝利娛樂負責發行，自2011年《青鳥》約5年以來再次回歸主流廠牌發行。
單曲以通常盤及初回限定盤發行，並附送指定店舖先行購入特典明信片（全6種其中一張）。初回盤附送收錄《good bye my love》以及《夏之罪》音樂錄像帶的DVD。
歌詞網站「歌Net」於作品發行前先行揭露《good bye my love》的歌詞，並舉行抽獎活動。9月26日至10月3日期間只要於推特上發表對樂曲樂句的感想，便有可能被抽選中得到禮物。
官方網站公開《good bye my love》與《夏之罪》的音樂錄像帶無聲製作花絮，僅供粉絲俱樂部會員觀看。

## 曲目
全曲作詞、作曲：鬼束千尋
| CD       | CD                             | CD         | CD    |
| 曲序     | 曲目                           | 編曲       | 时长  |
| -------- | ------------------------------ | ---------- | ----- |
| 1.       | good bye my love               | 鈴木正人   | 6:02  |
| 2.       | 夏之罪                         | 羽毛田丈史 | 4:20  |
| 3.       | 碧色的方舟（acoustic version） | 富樫春生   | 5:48  |
| 4.       | 月光（Live）                   | 富樫春生   | 5:19  |
| 总时长： | 总时长：                       | 总时长：   | 21:44 |

| DVD（初回限定盤） | DVD（初回限定盤）               | DVD（初回限定盤） |
| 曲序              | 曲目                            | 導演              |
| ----------------- | ------------------------------- | ----------------- |
| 1.                | good bye my love（Music Video） | 直                |
| 2.                | 夏之罪（Music Video）           | 直                |

## 備註
1. ↑  . 勝利娛樂.   [2016-10-22]. （原始内容存档于2017-09-18） （日语）.
2. 1 2  . billboard JAPAN. 2016-09-12  [2016-10-22]. （原始内容存档于2016-10-22） （日语）.
3. ↑  . 新聞情報網. 夢樂園. 2016-09-26  [2017-02-12]. （原始内容存档于2017-02-13） （中文）.
4. ↑  . Musicman-NET. FB Communications. 2016-09-26  [2016-10-22]. （原始内容存档于2016-10-22） （日语）.
5. ↑  . 鬼束千尋官方網站.   [2017-01-31]. （原始内容存档于2017-04-24） （日语）.
6. ↑  . space shower tv.   [2017-02-12]. （原始内容存档于2017-02-13） （日语）.
7. ↑  . space shower tv.   [2017-02-12]. （原始内容存档于2017-02-12） （日语）.

## 外部連結
- Chihiro Onitsuka Special Website （页面存档备份，存于） - 勝利娛樂
- YouTube上的單曲「good bye my love」剪輯預告